# 革命社会党 (荷兰)
革命社会党（荷蘭語：Revolutionair Socialistische Partij）是荷兰的一个革命社会主义政党。2022年9月25日，该党召开首次代表大会，宣布成立，取名为社会主义者，主要由被社会党开除的“共产主义纲领”和“红色，社会党青年”的成员组成。该党成立时，得到阿姆斯特丹、鹿特丹、赞斯塔德、阿森的市议员和乌得勒支省的1名省议员的支持。2025年3月，该党举行代表大会，决定改名为革命社会党。